# Coop Consumatori Nordest
Coop Consumatori Nordest (o, più brevemente, Coop Nordest) è stata una delle 9 grandi cooperative di consumatori del sistema Coop, e come tale aderiva all'ANCC della Lega Nazionale delle Cooperative e Mutue e al consorzio cooperativo Coop Italia.
Insieme alle grandi cooperative Coop Adriatica e Coop Estense e alle medie cooperative Coop Casarsa, Coop Eridana e Coop Reno (nonché ad alcune piccole Coop in Emilia-Romagna. 
Nel febbraio 2001  Coop Tre Borghi e  Coop Cà del Pò assieme alle cooperative del Triveneto, Marche ed Abruzzo) aderiva al Distretto Adriatico.
Il 1º gennaio 2016 si è fusa con Coop Adriatica e Coop Estense nella più grande cooperativa di consumatori italiana ed europea: Coop Alleanza 3.0.

## Storia

### Introduzione
La Coop Consumatori Nordest è nata nel 1995 a Reggio nell'Emilia, attraverso la fusione per incorporazione in Coop Nordemilia di Coop Consumatori Friuli-Venezia Giulia, e il successivo cambio di ragione sociale da Coop Nordemilia a Coop Consumatori Nordest. Queste due cooperative, entrambe di dimensioni medio-grandi, sono a sua volta frutto di diverse fusioni tra piccole cooperative nei loro territori di riferimento.

### Nascita e sviluppo di Coop Nordemilia
Il primo nucleo di Coop Nordemilia è stata la Coop Reggio, che si è costituita nel 1971 dalla fusione delle tantissime piccole cooperative presenti nella provincia di Reggio Emilia, quale razionalizzazione cooperativa a livello provinciale, com'era successo anche in diverse altre province dell'Emilia-Romagna. 
Da sottolineare che il movimento cooperativo reggiano è stato sempre all'avanguardia nella modernizzazione: nel 1963 (prima della nascita di Coop Reggio) nel capoluogo era stato inaugurato "Coop 1", il primo grande supermercato di tutto il sistema Coop, con una superficie di 1.230 m2.
Nella vicina provincia di Parma, sempre unificando le piccole cooperative presenti, a metà degli anni Sessanta si costituì l'Unione Parmense delle Cooperative di Consumo (Upcc), che si riforniva tramite il consorzio cooperativo reggiano, e successivamente collaborava sempre di più con Coop Reggio.
Nel 1972 a Cà Tiepolo venne fondata e inaugurata la Coop Consumatori Cà Tiepolo, poi fusa nel 1973 con Coop Reggio.
Nel 1974 Coop Reggio e Upcc si fondono e così nacque la Coop Nordemilia, la quale poi incorporò alcune cooperative del Piacentino (tra cui la Coop di Fiorenzuola d'Arda) e Coop Mantova, a sua volta nata nel 1971 dalla fusione di diverse cooperative del Mantovano.
Dopo qualche anno di assestamento iniziarono diverse attività sociali, tra cui le "Giornate dei giovani consumatori" e diverse campagne per lottare contro l'eccesso dei pesticidi e degli additivi negli alimenti. Nel 1989 aprì il primo Ipercoop, il "Centro Torri" di Parma, che è stato uno dei primi di tutta Italia.
Iniziò un processo di espansione verso il Veneto: nel 1989 tramite una società controllata venne incorporata Unicoop Veneto, che era nata verso la metà degli anni Ottanta dalla fusione di diverse cooperative del Veneto Orientale, ma che aveva una fragile situazione economica; nello stesso anno fu incorporata anche una Coop di Montichiari (BS).
Nel 1992 aprì un secondo Ipercoop, il "Virgilio" di Mantova e, nell'anno successivo, aprì anche "L'Ariosto" di Reggio Emilia.

### Nascita e sviluppo di Coop Friuli-Venezia Giulia
Il primo nucleo della Coop Consumatori Friuli-Venezia Giulia è stata la Coop di consumatori di Borgomeduna, che aprì il primo supermercato a Maniago nel 1980 e nei 4 anni successivi ne aprì altri 5.
La Coop Consumatori Friuli-Venezia Giulia è nata nel 1985 unendo alla Coop Borgomeduna altre cooperative, tra cui la Coop di Buttrio, alcune Coop di Udine, di Monfalcone e di Gorizia.
Si arrivò così ad una compagine che contava 24 negozi e circa 120.000 soci. Anche Coop Consumatori lanciò diverse campagne per i consumatori e sull'educazione ai consumi.
La fusione con Coop Nordemilia non era nata per questioni di debolezza, ma per massimizzare e valorizzare la tradizione cooperativa del passato.

### Nascita e sviluppo di Coop Nordest
Nel 1995 così si arrivò alla fusione tra Coop Nordemilia e Coop Consumatori Friuli-Venezia Giulia, che diede luogo a Coop Consumatori Nordest. Nella nuova cooperativa venne incorporata anche la società "Alimentari e Bricò", che era controllata da Coop Nordemilia e che gestiva i punti vendita dell'ex Unicoop Veneto.
La nuova compagine arrivò a 300.000 soci e 81 punti vendita, ma ci furono difficoltà iniziali d'integrazione e cali della redditività, oltre a ritardi per realizzare il piano di sviluppo. Nel 1999 si riuscì però a effettuare una riorganizzazione commerciale, che si concluse tra il 2001 e il 2002.
Vennero così aperti altri Ipercoop: "La Favorita" di Mantova, quindi nel 2003 "Isonzo" di Gradisca d'Isonzo (GO), che fu il primo Ipercoop in Friuli-Venezia Giulia e nel 2005 si fece tris nel Mantovano, con l'apertura del Centro Commerciale "Po" di Suzzara, nel 2006 si aprì il "Meduna" di Pordenone, nel 2007 il "Gotico" di Piacenza, nel 2009 il "Montedoro Free Time" di Muggia (TS) e nel 2011 l'"Eurosia" di Parma.
È interessante ripercorrere altri tre progetti di sviluppo: nel 1996 venne costituita la "Trento Sviluppo srl", controllata in modo paritario da Coop Nordest e dal SAIT di Trento, un consorzio aderente alla Confcooperative con una capillare diffusione in Trentino, soprattutto attraverso l'insegna "Famiglia Cooperativa". L'obiettivo di Trento Sviluppo è quello di gestire grandi supermercati (superstore) in Trentino. Il primo è stato aperto a Trento nel 2002 e il secondo a Rovereto nel 2004. Entrambe le strutture hanno avuto un ottimo successo.
Sul finire degli anni Novanta venne inoltre l'idea di investire negli ipermercati in Croazia: venne costituita una società di diritto croato, la Hipermarketi Coop d.o.o., che nel 2002 aprì il suo primo Ipercoop a Zagabria, il King Cross Jankomir, che è stato il primo punto vendita del sistema Coop fuori dal territorio italiano. Fu aperto un secondo Ipercoop a Zagabria sempre nel 2002, nel 2003 aprì un ipermercato a Osijek in Slavonia e nel 2004 aprì il "Kastela" di Spalato. Tuttavia, per motivazioni economiche (perdite d'esercizio e scarsa quota di mercato), gli Ipercoop croati sono stati ceduti nel 2009 a SPAR Austria, mantenendo l'insegna Ipercoop e la vendita dei prodotti a marchio Coop fino al 2010.
Infine agli inizi del terzo millennio si stabilì un accordo con altre cooperative, ovvero Coop Lombardia, Coop Liguria e Coop Adriatica, per aprire ipermercati in Sicilia: nel 2004 venne costituita la società Ipercoop Sicilia S.p.A. con sede a Palermo, e nel maggio del 2007 aprì il primo dei 7 Ipercoop previsti, a Ragusa, seguito nel marzo 2008 da quello di Milazzo, a maggio 2009 da quello di Gravina di Catania e a novembre 2009 dal primo Ipercoop di Palermo e a novembre 2010 dal secondo Ipercoop del capoluogo siciliano.
Il 9 ottobre 2010 è stato aperto in un centro commerciale a Parma un punto vendita "pilota" chiamato Tutto Coop Solo Food, di ridotte dimensioni (180 m2), con un assortimento formato esclusivamente da prodotti alimentari a marchio Coop.
Il 10 settembre 2015 è stato aperto il secondo Ipercoop della città di Reggio Emilia, denominato "Baragalla" come l'omonimo quartiere cittadino, per una estensione di 5.300 m² di superficie commerciale.
Gli interventi più recenti riguardano soprattutto ristrutturazioni e ampliamenti di supermercati in Emilia-Romagna.
Nel marzo 2015 i consigli di amministrazione di Coop Adriatica, Coop Estense e Coop Nordest hanno deliberato ed annunciato la fusione in un'unica nuova cooperativa: Coop Alleanza 3.0 (operativa dal 1º gennaio 2016).

## Soci
Al 31 dicembre 2013 i soci erano 628.906 così ripartiti:
- 6.561 Provincia di Brescia
- 77.082 Province di Mantova e Rovigo
- 35.823 Provincia di Piacenza
- 98.207 Provincia di Parma
- 169.781 Provincia di Reggio Emilia
- 35.240 Provincia di Gorizia
- 62.265 Provincia di Pordenone
- 25.106 Provincia di Trieste
- 84.268 Provincia di Udine
- 34.573 Province di Treviso e Venezia

I soci sono organizzati in 53 Sezioni Soci territoriali.
I soci prestatori, ovvero titolari di libretto di prestito sociale erano 120.039.
Coop Consumatori Nordest nel 2013 ha effettuato il 76,8% delle vendite ai suoi soci.
Coop Consumatori Nordest ha una sua edizione della rivista "Consumatori" (utilizzata, con edizioni locali, anche dalle altre grandi Coop del distretto Adriatico e del Nord-Ovest), a sua volta divisa in due sottoedizioni: "Emilia-Lombardia" e "Friuli-Venezia Giulia-Veneto". La rivista viene inviata gratuitamente a tutti i soci.

## Rete di vendita
Coop Consumatori Nordest gestisce direttamente 87 punti vendita, divisi tra minimercati, supermercati e superstore a insegna Coop (76), ipermercati a insegna Ipercoop (10) e negozi alimentari Tutto Coop Solo Food (1).
Coop Consumatori Nordest non utilizza ancora la nuova divisione del canale supermercati di Coop Italia, che prevede ad esempio l'insegna InCoop per le piccole superfici.
Questo è il dettaglio della rete di vendita:
- Emilia-Romagna
  - Provincia di Piacenza: 3 supermercati Coop; 1 ipermercato Ipercoop
  - Provincia di Parma: 9 supermercati Coop, 2 ipermercati Ipercoop, 1 negozio alimentare Tutto Coop Solo Food;
  - Provincia di Reggio Emilia: 21 supermercati Coop, 2 ipermercati Ipercoop.
- Lombardia
  - Provincia di Mantova: 7 supermercati Coop, 3 ipermercati Ipercoop;
  - Provincia di Brescia:[N 1] 1 supermercato Coop.
- Veneto
  - Provincia di Venezia:[N 2] 5 supermercati Coop;
  - Provincia di Treviso:[N 2] 2 supermercati Coop;
  - Provincia di Rovigo:[N 2] 1 supermercato Coop.
- Friuli-Venezia Giulia
  - Provincia di Pordenone: 7 supermercati Coop, 1 ipermercato Ipercoop;
  - Provincia di Udine: 14 supermercati Coop;
  - Provincia di Gorizia: 4 supermercati Coop, 1 ipermercato Ipercoop;
  - Provincia di Trieste: 2 supermercati Coop, 1 ipermercato Ipercoop.

1. ↑  Provincia dov'è presente anche Coop Lombardia
2. 1 2 3  Provincia dov'è presente anche Coop Adriatica

Oltre alla rete gestita direttamente bisogna aggiungere quella di Trento Sviluppo, joint venture tra Coop Consumatori Nordest e il SAIT di Trento, con due superstore in Provincia di Trento.
Le prossime aperture sono improntate soprattutto sui grandi supermercati e sugli Ipercoop: in Emilia è prevista soprattutto la ristrutturazione dei supermercati, in Friuli Venezia Giulia si stanno valutando diversi progetti e ristrutturazioni. Sono inoltre previsti alcuni ipermercati, come uno a Gorizia.

## Attività sportive
La Coop Consumatori Nordest possiede anche la Polisportiva Coop Consumatori Nordest di Parma.
La Polisportiva fu fondata nel 1964 col nome di Cannisti Coop-U.P.C.C da otto pescatori. Con l'ingresso di altre discipline, tra cui il calcio e la pallavolo, l'anno seguente si trasforma in Gruppo Sportivo Coop-U.P.C.C., nel 1975 diventa Polisportiva Coop Nordemilia e poi Polisportiva Coop Consumatori Nordest. Successivamente si creano nuove sezioni sportive, come quella di pallanuoto, la quale collabora strettamente con l'altra società pallanuotistica ducale, la Rari Nantes Parma.
Dal 2000 al 2004 è stata main sponsor della Pallamano Trieste.
Nei periodi 2001-2002 e 2003-2004 la Coop Consumatori Nordest ha sponsorizzato la Pallacanestro Trieste.